# مايكل كوان
مايكل كوان (10 يونيو 1933 في المملكة المتحدة - 12 يوليو 2022) (بالإنجليزية: Michael Cowan)‏ هو لاعب كريكت بريطاني. لعب مع نادي مقاطعة يوركشاير للكريكت ‏.

## وصلات خارجية
- مايكل كوان على موقع إي آس بي آن كريك إنفو (الإنجليزية)